# Wissel (spoorweg)

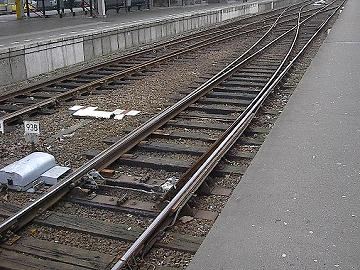
Links wissel in Zutphen, onderdeel van een kruiswissel

Animatie van een rechts wissel

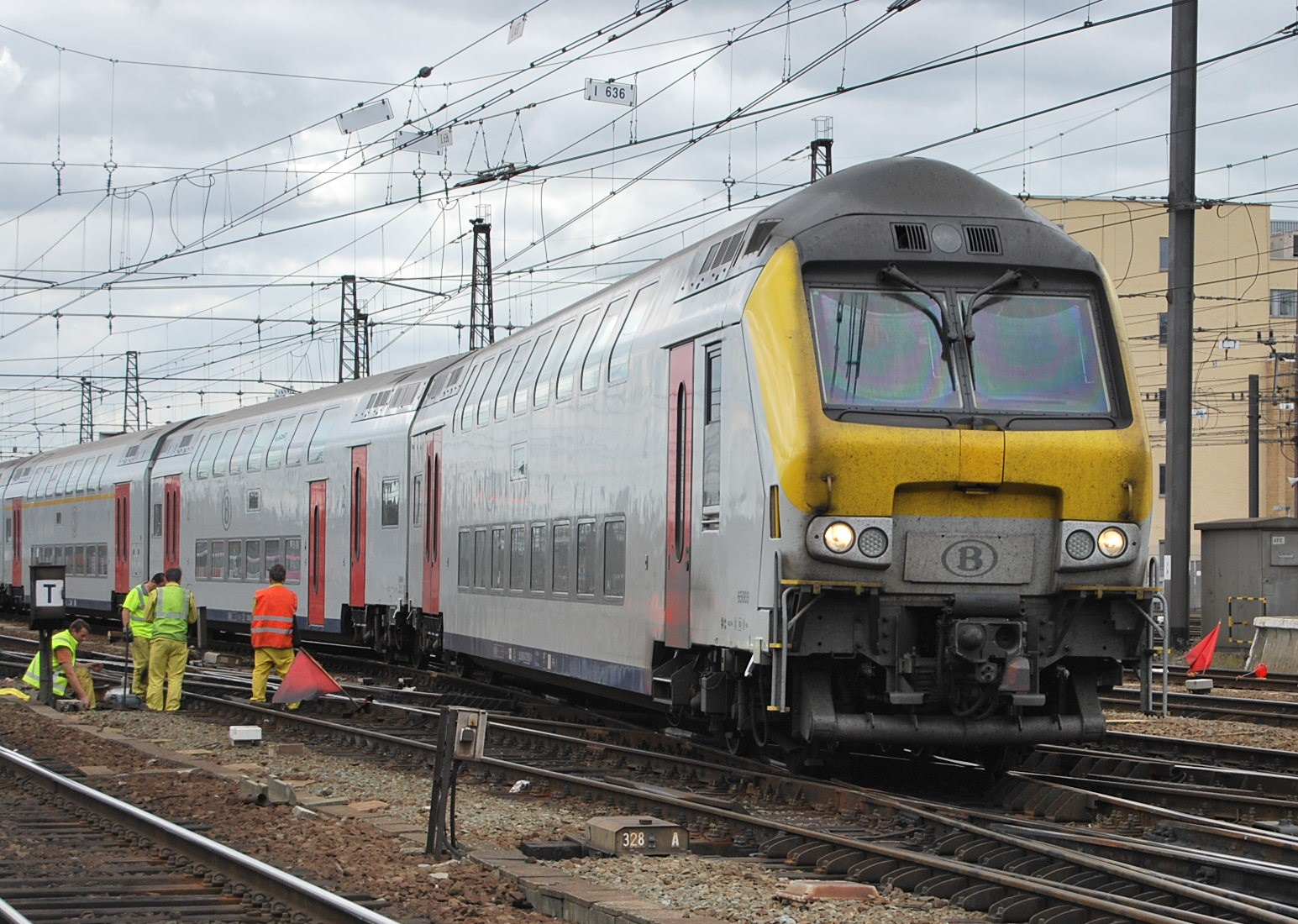
Een M6-stuurstandrijtuig rijdt over wissels tijdens werkzaamheden in Brussel-Zuid.

Een wissel is een installatie in een spoorweg om een trein, metro of tram naar een ander spoor te leiden.
Het woordgeslacht van wissel is mannelijk/onzijdig. In het Vlaams spoorjargon zegt men de wissel, maar in het Nederlands spoorjargon zegt men het wissel.

## Opbouw van wissels en termen

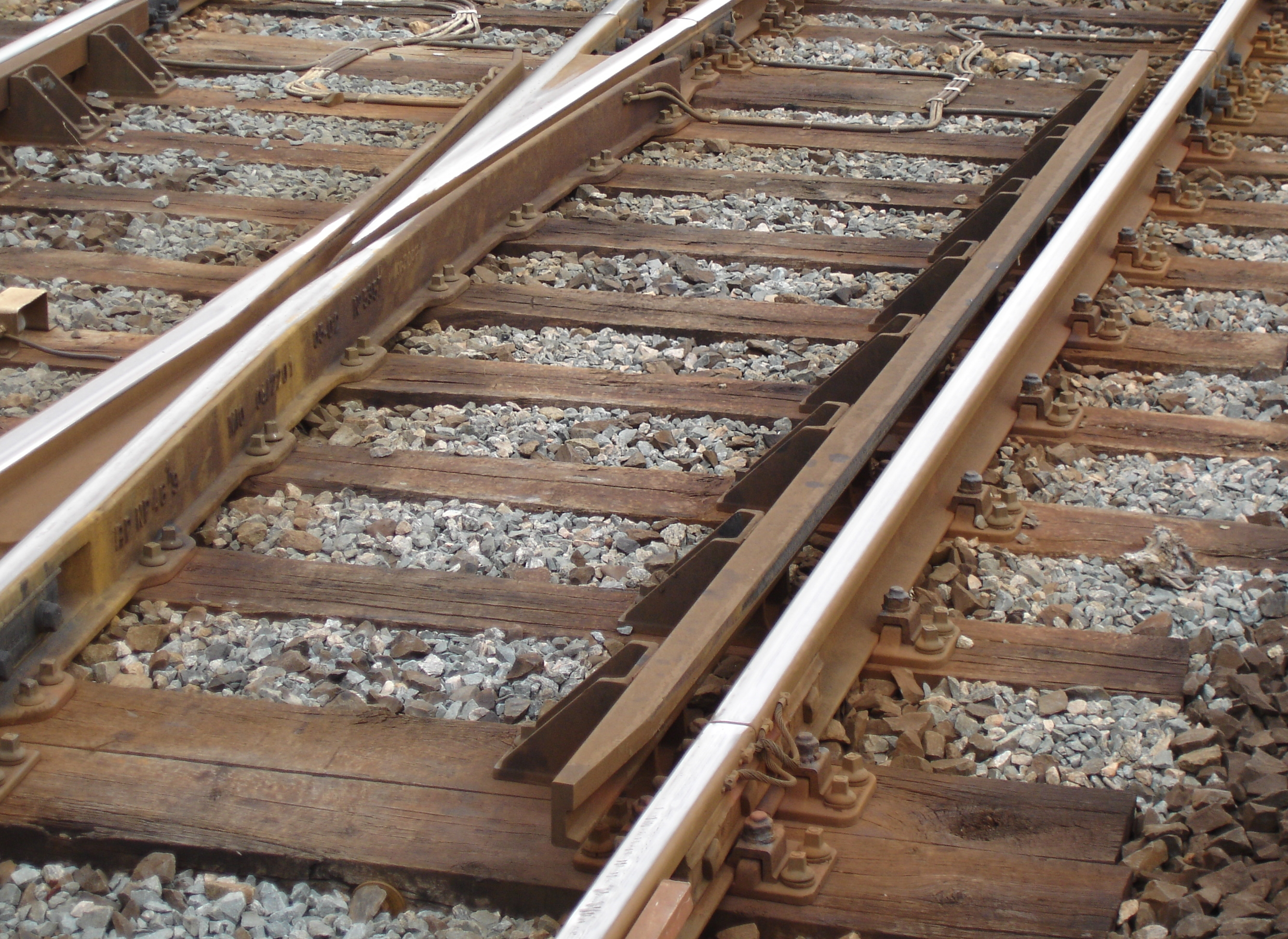
Links het puntstuk, rechts de strijkregel

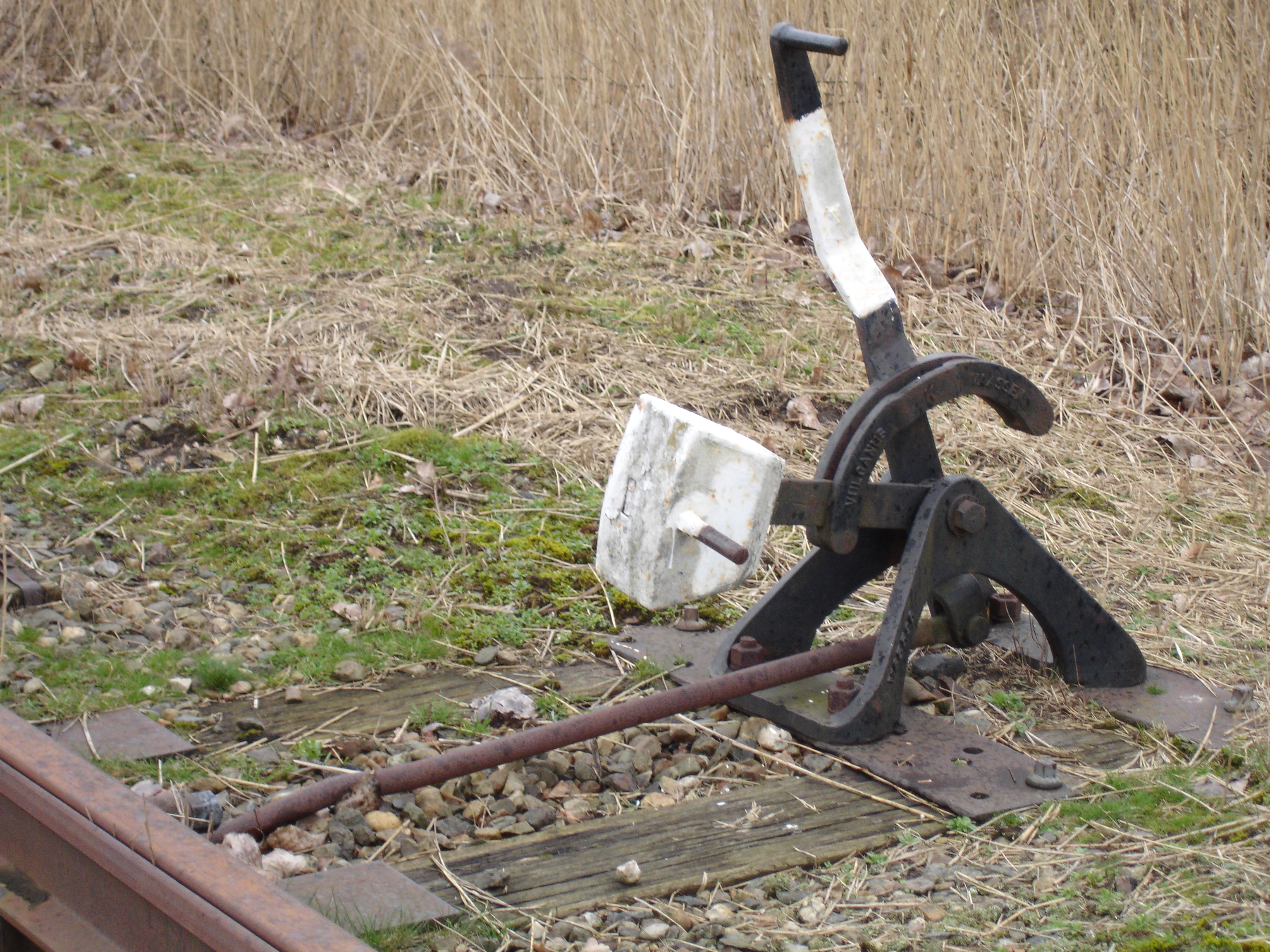
Op hoofdsporen worden de wissels meestal centraal bediend, maar op industriesporen moeten de wissels handmatig worden omgelegd, vroeger door de stoker, nu meestal door de machinist. Het witte gewicht zorgt ervoor dat het wissel stevig in de ingestelde stand blijft liggen. Soms is het gewicht half wit en half zwart; in dat geval moet het wissel na het passeren worden achtergelaten met de witte zijde van het gewicht boven.

De bewegende onderdelen die een railvoertuig van het ene naar het andere spoor leiden, worden 'wisseltongen' genoemd. De wisseltongen worden met een wisselsteller in de juiste stand gelegd. Wisselstellers worden meestal elektrisch aangedreven. In de tijd van de klassieke beveiliging werden wisselstellers mechanisch, met trekdraden aangedreven. De beweging van de wisselsteller wordt gewoonlijk door wisselstangen op de wisseltongen overgebracht. Via aparte controlestangen wordt gemeten of de wisseltongen in de goede positie liggen. Ook andere vormen van overbrenging en controle zijn mogelijk, zoals hydraulische overbrenging.
Waar het linkerbeen van het rechterspoor en het rechterbeen van het linkerspoor elkaar kruisen, bevindt zich het puntstuk. Het puntstuk bestaat vrijwel altijd uit één stuk. Bij wissels voor hoge snelheden zijn puntstukken soms beweegbaar.
De rail tegenover het puntstuk is op die plek voorzien van een strijkregel om te garanderen dat elk wielstel bij het puntstuk de ingestelde richting volgt, wat dus ontsporingen voorkomt.

### Het berijden van het wissel
Rijdt een railvoertuig eerst over de tongen en dan over het puntstuk dan rijdt de trein 'tegen de punt in' en bepaalt de stand van het wissel waar het railvoertuig heen gaat. Rijdt een railvoertuig eerst over het puntstuk en daarna over de tongen dan heet dat 'met de punt mee'.

### Openrijden
Als het wissel niet in de juiste stand ligt en een railvoertuig het met de punt mee passeert, dan spreekt men van het openrijden van het wissel. Tenzij een wissel openrijdbaar is ontstaat hierbij schade aan de wisselsteller en aan de verbinding tussen wisselsteller en wisseltongen, soms ook aan de tongen zelf. Soms ontspoort een trein bij het openrijden van een wissel.
Openrijdbare wissels hebben wisseltongen die door veren op hun plaats worden gehouden. Een wielflens kan de aangesloten tong dan opzij drukken. Direct na het passeren van een wiel komt de wisseltong weer terug in de oorspronkelijke positie. Openrijdbare wissels kunnen worden toegepast als het treinverkeer niet intensief is en als treinen met lage snelheid passeren. ProRail heeft geen openrijdbare wissels in gebruik. Zulke wissels worden vaak gebruikt bij tramstelplaatsen: op de lijn passerende trams drukken de tong tijdelijk opzij; als een tram over het wissel achteruit rijdt komt hij in de stelplaats terecht.

### Wisselstanden
In de spoorwegbouw en in de spoorwegbeveiliging worden wisselstanden aangegeven als doorgaand of afbuigend.
Bij de verkeersleiding wordt de wisselstand aangeduid als linksleidend of rechtsleidend. Als een links wissel linksleidend ligt dan zal een trein die tegen de punt in rijdt naar links afbuigen, ligt een links wissel rechtsleidend dan zal de trein rechtdoor gaan. Een symmetrisch wissel is altijd afbuigend, en links- of rechtsleidend.
De wisselstand kan worden aangegeven door een matrix of wisselsein, maar dit wordt niet altijd nodig geacht.

### Verwarming
Als de temperatuur onder een bepaalde waarde daalt, worden de wissels verwarmd om te voorkomen dat de wisseltongen vastvriezen aan de aanslagspoorstaven. Er bestaan drie soorten wisselverwarming: verwarming op aardgas, elektrische verwarming en verwarming met een buis met warm stromend water (vergelijkbaar met de centrale verwarming).

### Wisselhoek en snelheid
De wisselhoek is de hoek die het puntstuk maakt. De wisselhoek wordt niet aangegeven in graden maar als hoekverhouding. De hoekverhouding is de tangens van de hoek tussen de hartlijnen
van het doorgaande en het afbuigende spoor. Hoe scherper de wisselhoek, hoe slanker en langer het wissel, en hoe hoger de snelheid waarmee het wissel bereden mag worden als het in afbuigende stand ligt. In de doorgaande stand is de snelheid over het algemeen begrensd tot de plaatselijk toegestane snelheid. Om de onderhoudbaarheid van het spoor te vergroten beperkt ProRail het aantal typen wissels dat gebruikt mag worden.
| Type        | Hoekverhouding | Radius | Maximumsnelheid in afbuigende ligging | Opmerkingen                                                                |
| ----------- | -------------- | ------ | ------------------------------------- | -------------------------------------------------------------------------- |
| gewoon      | 1:9            | 0195 m | 040 km/h                              | wordt alleen toegepast als wissel met 260m radius niet past                |
| gewoon      | 1:9            | 0260 m | 040 km/h                              | standaardwissel voor ProRail                                               |
| gewoon      | 1:12           | 0465 m | 060 km/h                              | standaardwissel voor ProRail                                               |
| gewoon      | 1:15           | 0725 m | 080 km/h                              | standaardwissel voor ProRail                                               |
| gewoon      | 1:18           |        | 080 km/h                              | UIC 60 spoorstaven, voor 80 km/h bij zwaarbelaste lijnen                   |
| gewoon      | 1:18,5         | 0760 m | 080 km/h                              | is alleen toegepast op de Betuweroute                                      |
| gewoon      | 1:29           |        | 140 km/h                              | standaardwissel voor ProRail, door verlengde tongen geschikt voor 140 km/h |
| gewoon      | 1:34,7         | 2300 m | 140 km/h                              | heeft beweegbaar puntstuk, wordt uitgefaseerd                              |
| gewoon      | 1:39,173       |        | 160 km/h                              | heeft beweegbaar puntstuk; alleen gebruikt in de Utrechtboog               |
| Engels      | 1:9            | 0204 m | 040 km/h                              | wordt bij voorkeur niet toegepast in de hoofdbaan                          |
| symmetrisch | 1:9            | 0390 m | 050 km/h                              | wordt uitgefaseerd                                                         |
| symmetrisch | 1:15           | 1200 m | 100 km/h                              | wordt uitgefaseerd                                                         |
| symmetrisch | 1:20           | 2000 m | 125 km/h                              | wordt uitgefaseerd                                                         |

Er bestaan ook hogesnelheidswissels met op het afbuigende spoor een maximumsnelheid tot 220 km/h.

## Speciale wissels
Naast het gewone wissel dat hierboven is besproken bestaat er een aantal speciale wissels en combinaties van wissels.

### Engels wissel
Legt men twee linkse wissels of twee rechtse wissels met de tongen tegen elkaar, dan zijn er vier verbindingsmogelijkheden, waarvan er een recht is en met een hoge snelheid bereden mag worden. Door deze twee wissels te combineren ontstaat een Engels wissel. Een Engels wissel kost minder ruimte dan twee gewone wissels. Een Engels wissel biedt twee rechte verbindingen.
De constructie is ingewikkelder. Er zijn acht wisseltongen, waarvan er steeds vier tegelijk worden bediend. Doordat een Engels wissel meer bewegende delen heeft dan een gewoon wissel vergt het meer onderhoud.
Een Engels wissel treft men, vanwege de ruimtebesparing, veel op emplacementen aan. Op de vrije baan legt men liever twee gewone wissels met de tongen tegen elkaar, met een recht stuk ertussen.

### Kruising

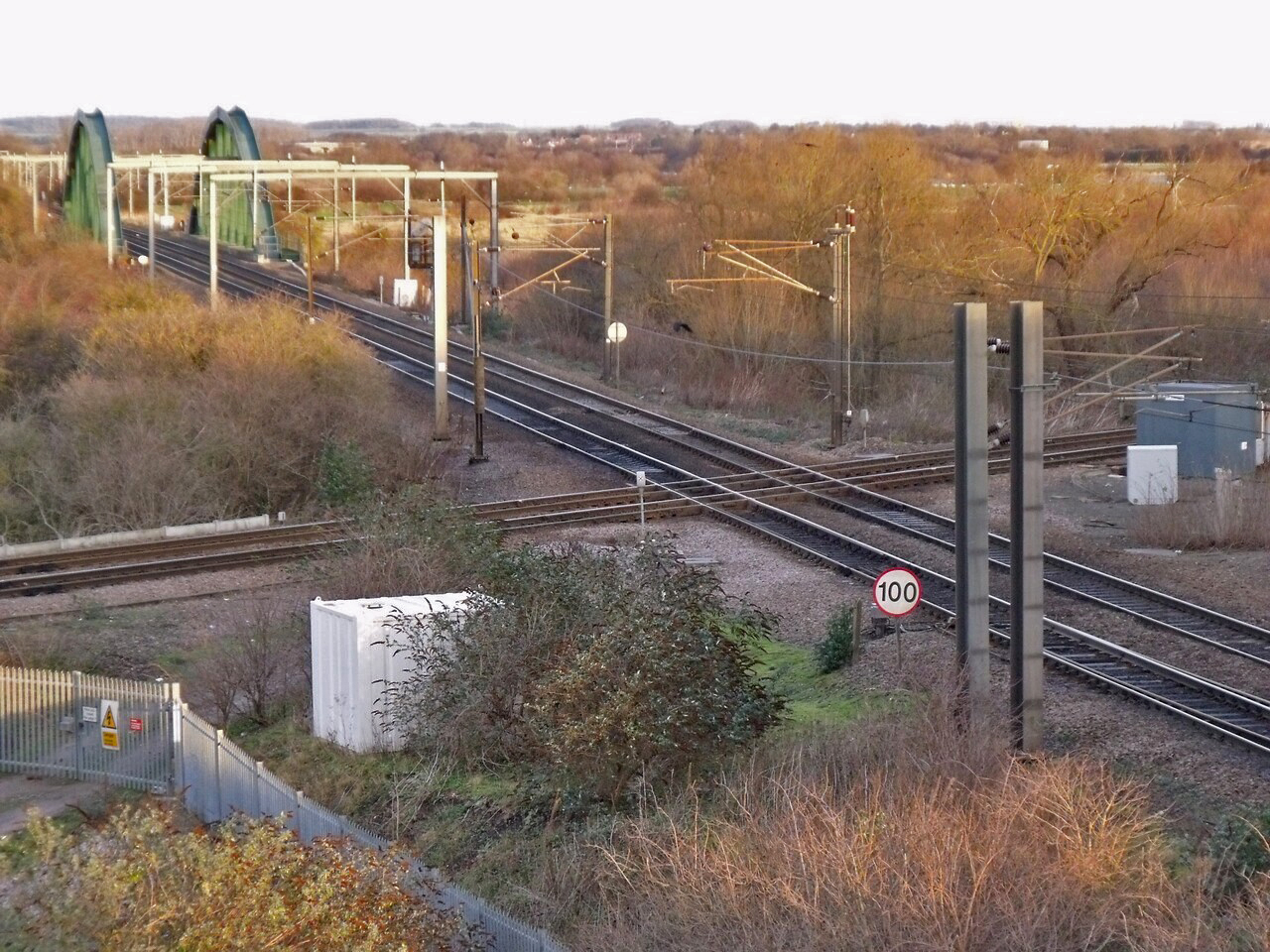
Een kruising van twee dubbelsporen bij Newark-on-Trent in Engeland. Het is het enige bestaande voorbeeld van een kruising tussen Britse spoorweglijnen.

Een kruising is een railconstructie waarbij twee sporen elkaar gelijkvloers kruisen zonder dat een trein naar een ander spoor geleid kan worden. Het is daarom geen wissel.

### Ontspoortong
Een bijzonder wissel is de ontspoortong. Dit is een incompleet wissel met slechts één wisseltong. Als de wisseltong niet aangesloten ligt ontspoort een trein die er overheen rijdt. Ontspoortongen worden gebruikt in situaties waarbij het passeren van een stoptonend sein tot zeer gevaarlijke situaties kan leiden, zoals bij wissel waarbij een zijspoor of een spooraansluiting aansluit op een hoofdspoor. Vóór het wissel in het hoofdspoor kan dan een ontspoortong aangelegd worden. De ontspoortong is altijd gekoppeld met het wissel in het hoofdspoor.

### Symmetrisch wissel

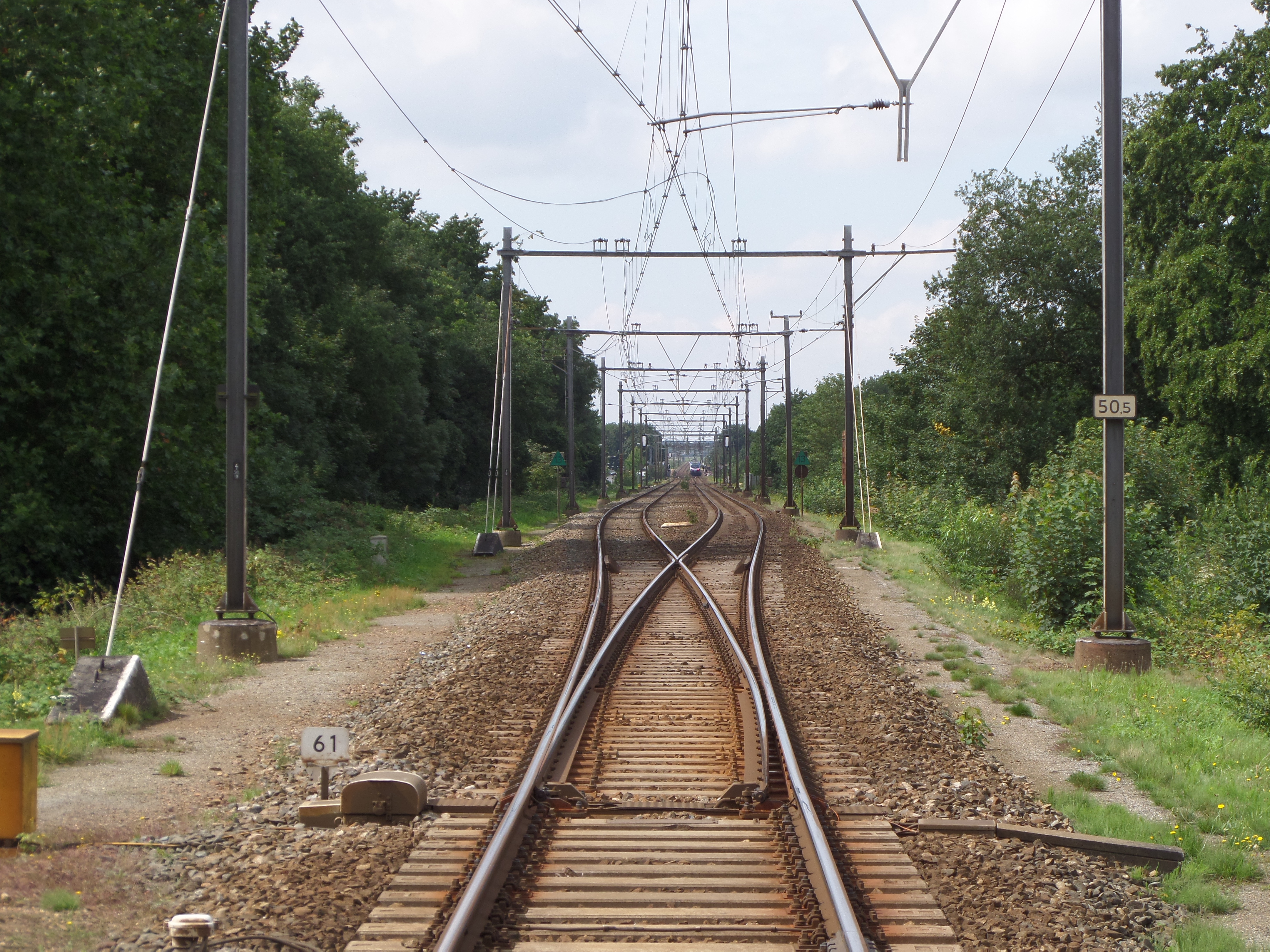
Een symmetrisch wissel bij Ravenstein, toegang verlenend tot de enkelsporige Edithbrug. Dit wissel mag bereden worden met 120 km/h.

Een symmetrisch wissel heeft twee afbuigende sporen en geen doorgaand spoor. De hoek van de afbuiging is de helft van de hoek van het puntstuk, waardoor het wissel in beide standen met relatief hoge snelheid bereden kan worden. Het wordt onder andere toegepast bij enkelsporige bruggen in een verder dubbelsporig baanvak.

### Driewegwissel
Een driewegwissel is een wissel waarbij een spoor zich in drie richtingen splitst. Zo'n wissel is niet helemaal symmetrisch, eigenlijk zijn een links en een rechtsleidend wissel zo dicht op elkaar gebouwd dat ze in elkaar vervlochten zijn. Hierdoor is een extra en afwijkend puntstuk nodig, wat deze wissels duur maakt. Bij de spoorwegen in Nederland en België worden deze wissels zelden toegepast. Bij het tramverkeer worden ze vaker toegepast, zoals bij kruisingen waar trams zowel rechtdoor, links- als rechtsaf moeten kunnen rijden.

### Meegebogen wissel
Meegebogen wissels liggen in een boog, wat betekent dat ook het doorgaande spoor gebogen is. Ook dit is een kostbaar wissel doordat het een afwijkend puntstuk heeft. Ze worden in Nederland en België zelden of nooit toegepast. Bij modelbouwers zijn ze populair door de ruimtebesparing.

## Benamingen van combinaties van wissels

### Wisselstraat

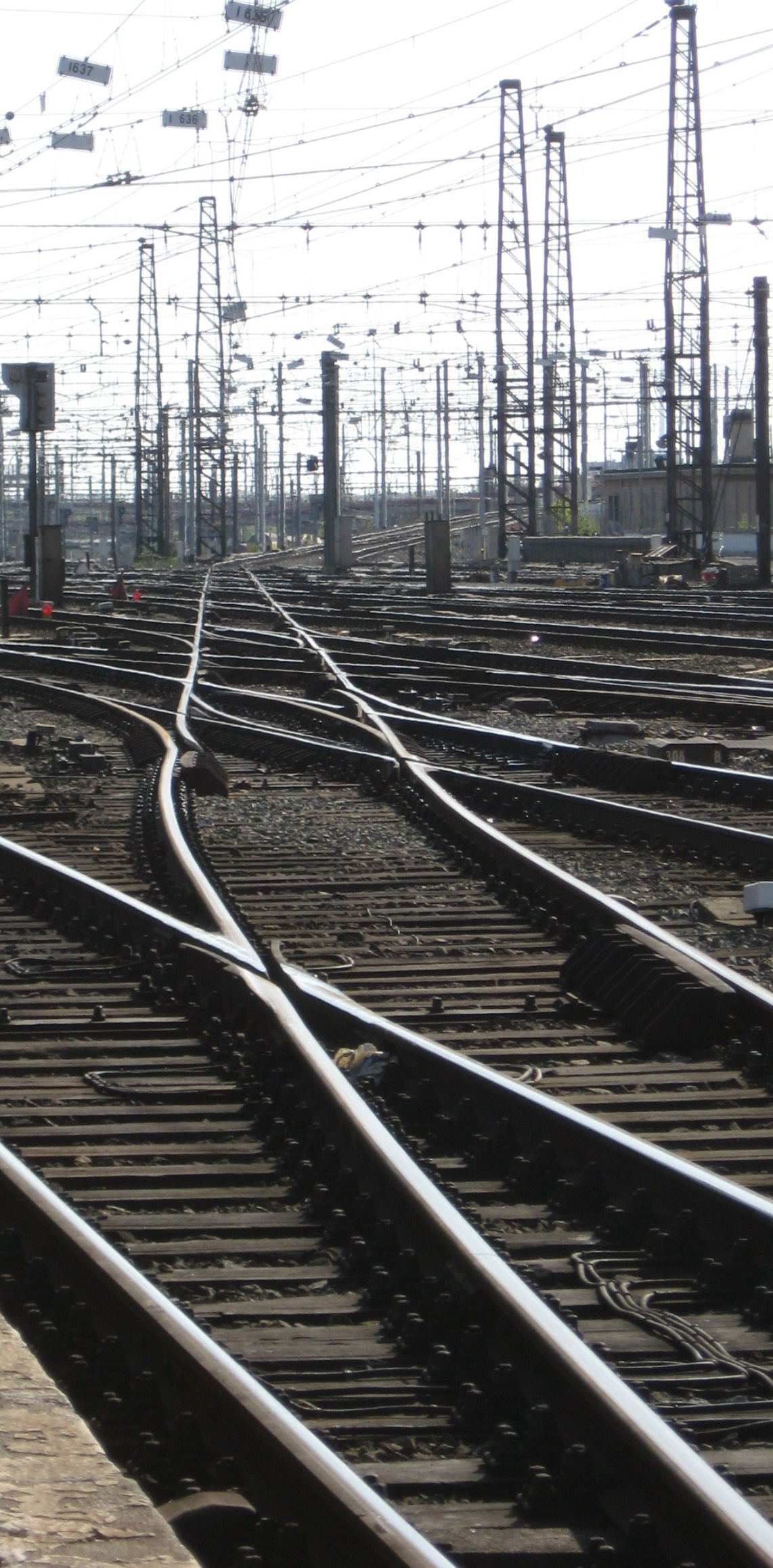
Wisselstraat in Brussel Zuid

Bij grote stationsemplacementen liggen vaak meerdere wissels na elkaar. Men spreekt dan van een wisselstraat. Wisselstraten ontstaan bijvoorbeeld als meerdere sporen gekruist moeten kunnen worden.

### Overloopwissel
Een overloopwissel is een combinatie van twee gewone wissels die het mogelijk maken om op een spoorbaan met twee sporen van het ene op het andere spoor 'over te lopen'. Deze wissels zijn gekoppeld, dat wil zeggen dat de wissels altijd op dezelfde wijze gesteld liggen: of beide afbuigend, of beide doorgaand.

### Kruiswissel
Een kruiswissel is een combinatie van twee overloopwissels, ofwel van vier gewone of Engelse wissels, met in het midden een kruising. Een kruiswissel moet niet verward worden met een Engels wissel. Een kruiswissel treft men vaak aan op emplacementen. Op de vrije baan geeft men de voorkeur aan twee overloopwissels.

## Vrijbalk
Tussen de uiteengaande sporen van een wissel ligt in Nederland haast altijd een witte balk, de vrijbalk, die aangeeft tot waar een spoorvoertuig veilig geplaatst kan worden zonder verkeer op het andere spoor in gevaar te brengen.

## Sanering
Bij de sanering van wissels worden wissels die niet per se nodig zijn verwijderd. Volgens ProRail zijn emplacementen ontworpen voor fijnmazig goederenvervoer en beperkt reizigersvervoer, terwijl de behoefte nu fundamenteel anders is. Daarom heeft ProRail emplacementen herbouwd volgens nieuwe ontwerpen met veel minder wissels.
Minder wissels geven ook minder kans op storingen.
Daartegenover staat dat een emplacement met weinig wissels minder mogelijkheden biedt om een defect spoor of een defecte trein te omzeilen.

## Tram

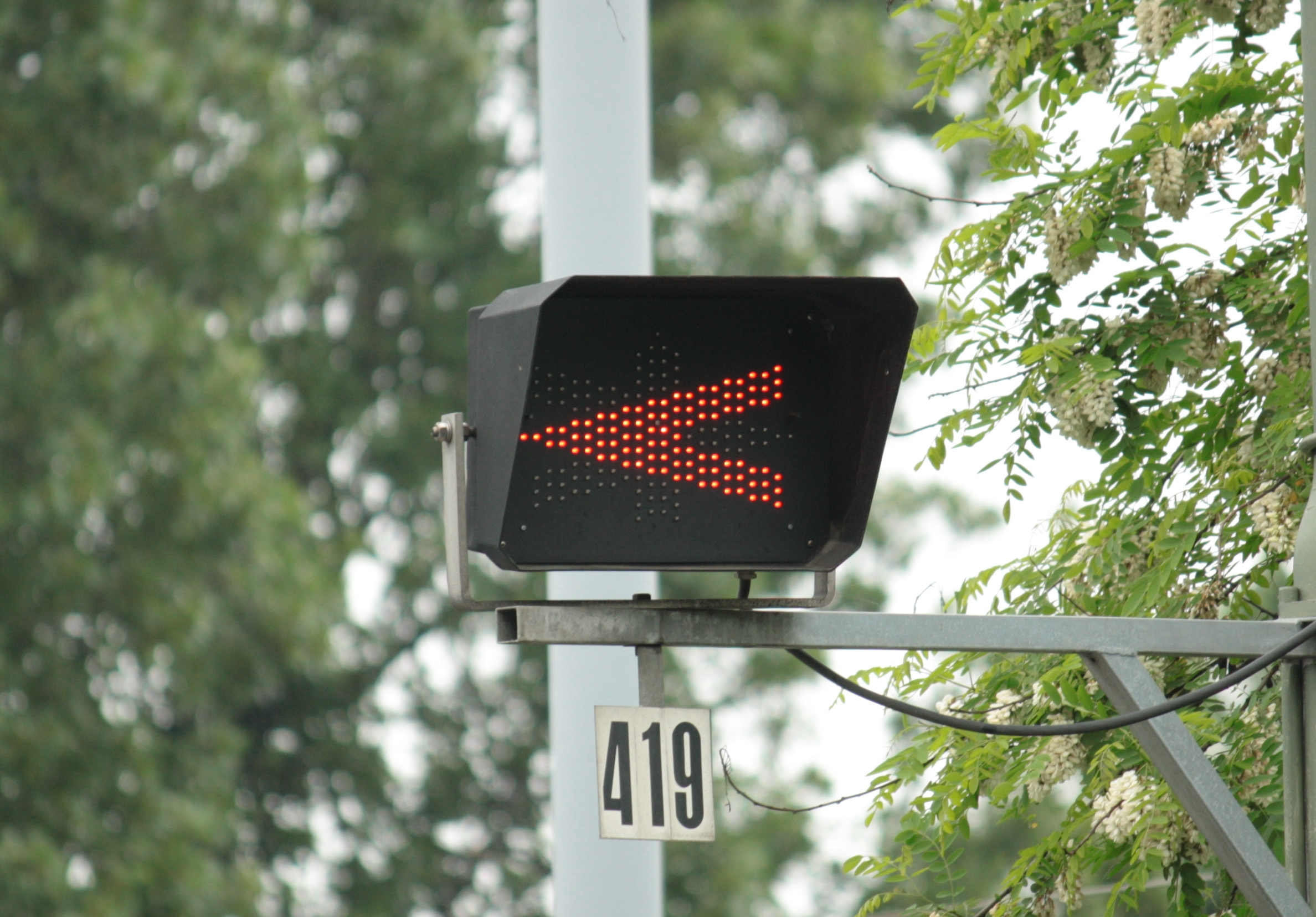
Licht dat de wisselstand aangeeft (Praag)

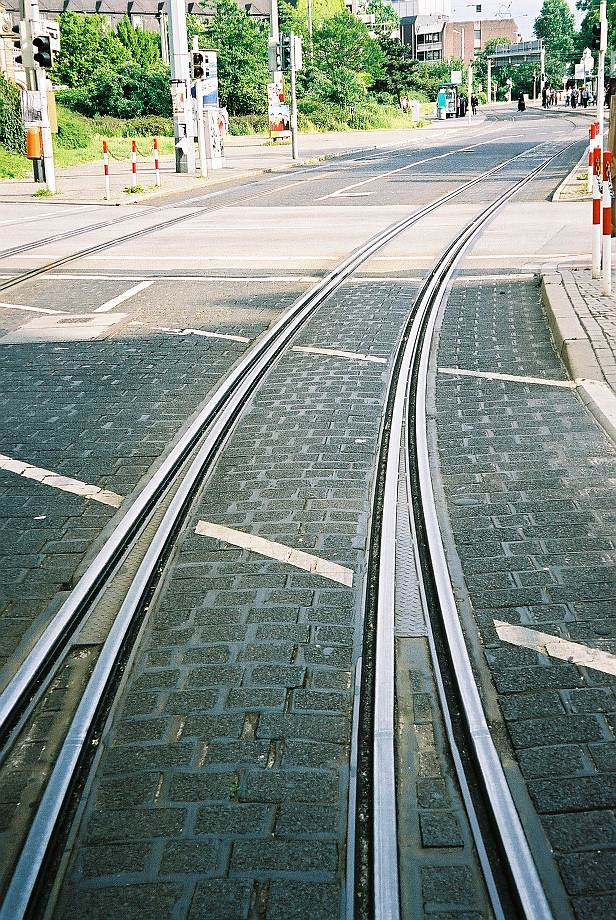
Het eigenlijke tramwissel is buiten de overweg geplaatst.

Wissels voor de tram worden door de aanrijdende tram zelf bediend door middel van een Vetag (VEhicle TAGging) of Vecom (VEhicle COMmunication) systeem. Onder de tram hangt een transponder die een code doorgeeft aan inductielussen tussen de tramrails. Deze code bevat onder meer informatie over het lijnnummer, waardoor het wissel de juiste stand kiest bij het juiste lijnnummer. De trambestuurder moet opletten of het wissel daadwerkelijk de juiste stand kiest door op het licht dat de wisselrichting weergeeft te letten en in het wissel zelf te kijken of deze voor de goede richting ligt en ook goed aansluit. Dergelijke lichten zijn niet altijd aanwezig bij drukveerwissels en ook niet bij de meeste handwissels. De bestuurder moet als er geen licht is kijken naar de stand van het wissel. Als het vetagwissel weigert of de lamp niet gaat branden, dan moet de bestuurder uitstappen en met het wisselijzer het wissel omleggen. Dit is ook het geval bij handwissels. In het geval van bijvoorbeeld omleidingen of in- en uitrukritten kan men manueel via een knop op dashboard het vetagwissel in de goede richting laten omslaan. Dit is nuttig in geval van omleidingen of afwijkende ritten naar een stelplaats.
Een tramwissel kan in de regel zonder bezwaar worden opengereden. Soms gebruikt men wissels die vanzelf weer in de oorspronkelijke stand terugvallen (drukveerwissels of klapwissels), wat vooral handig is als de trams een stukje over enkelspoor moeten rijden. In het geval van enkelspoor wordt soms echter strengelspoor aangelegd, dit neemt ongeveer evenveel ruimte in beslag als enkelspoor, maar er zijn geen wissels meer nodig. Het extra voordeel van strengelspoor is dat herstel makkelijk is als voertuigen op het enkelsporige stuk elkaar tegenkomen, wat veel lastiger is met drukveerwissels.
Om te vermijden dat de tramwissels zich in het midden van drukke verkeerspunten bevinden, wordt vaak het eigenlijke wissel op een bereikbare plaats gezet en wordt gestrengeld spoor gebruikt tot de plek waar de sporen uit elkaar gaan (zie foto).

### Oplegwissels

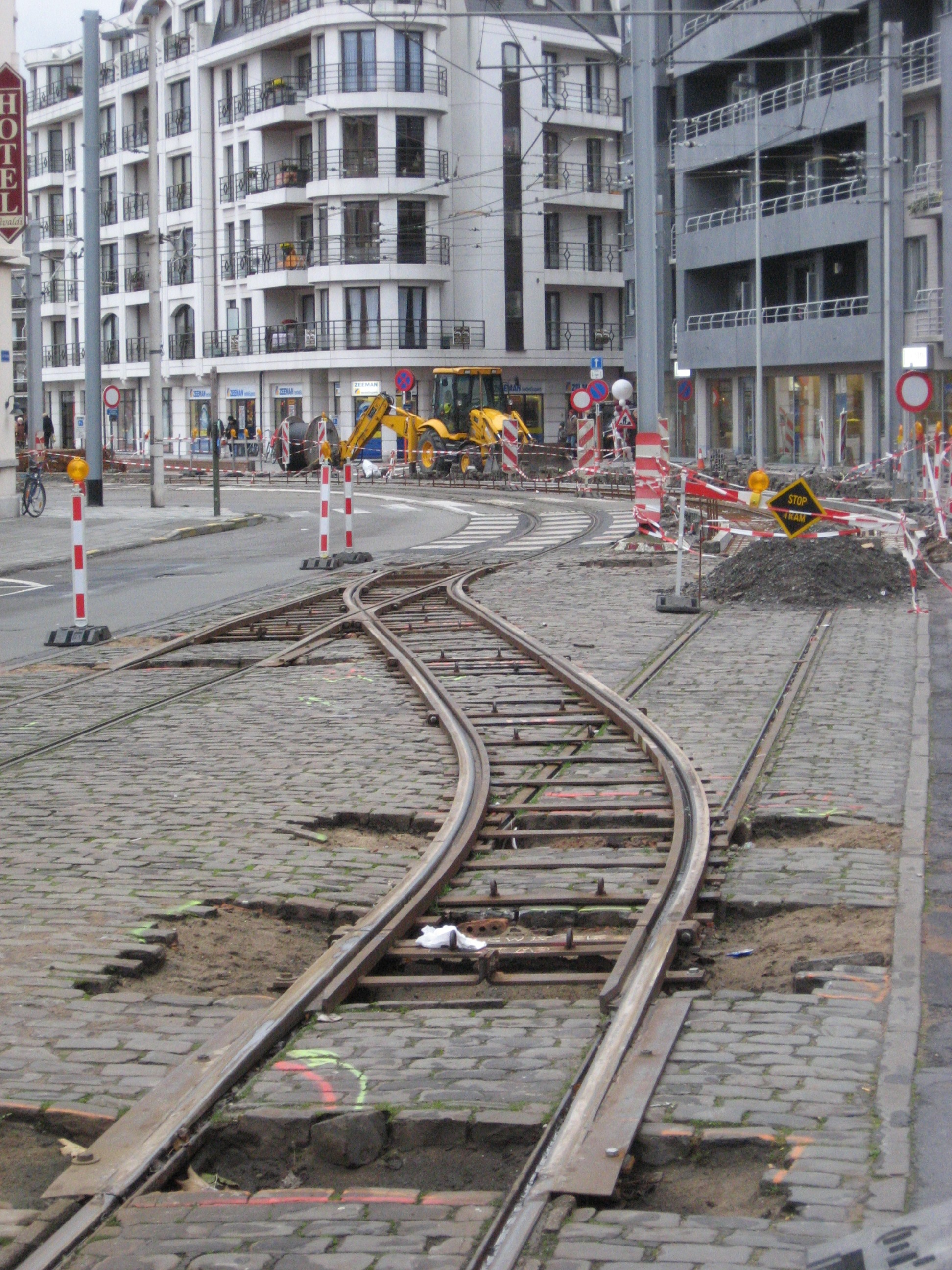
Een opleg- of 'Californisch' wissel, een tijdelijk spoor en wissel op de Kusttram.

Bij spooronderhoud gebruikt men soms oplegwissels, ook wel Californische wissels, klimwissels of (vanwege de lage snelheid waarmee ze bereden dienen te worden) kruipwissels genoemd. Dit zijn tijdelijke sporen met daarin een wissel gemonteerd om de trams een stuk enkelspoor te laten rijden. De constructie wordt boven op de normale rails gemonteerd. Het wissel is een drukveerwissel of klapwissel waardoor er geen bediening nodig is. De trams rijden stapvoets. Deze installatie kan overal op een recht stuk spoor geïnstalleerd worden en vermijdt het plaatsen van veel permanente wissels die bijna nooit gebruikt worden. Deze oplegwissels zijn alleen geschikt voor lichte voertuigen, zoals bij de stadstram en industriële smalspoorbanen.

## Bijzondere wissels

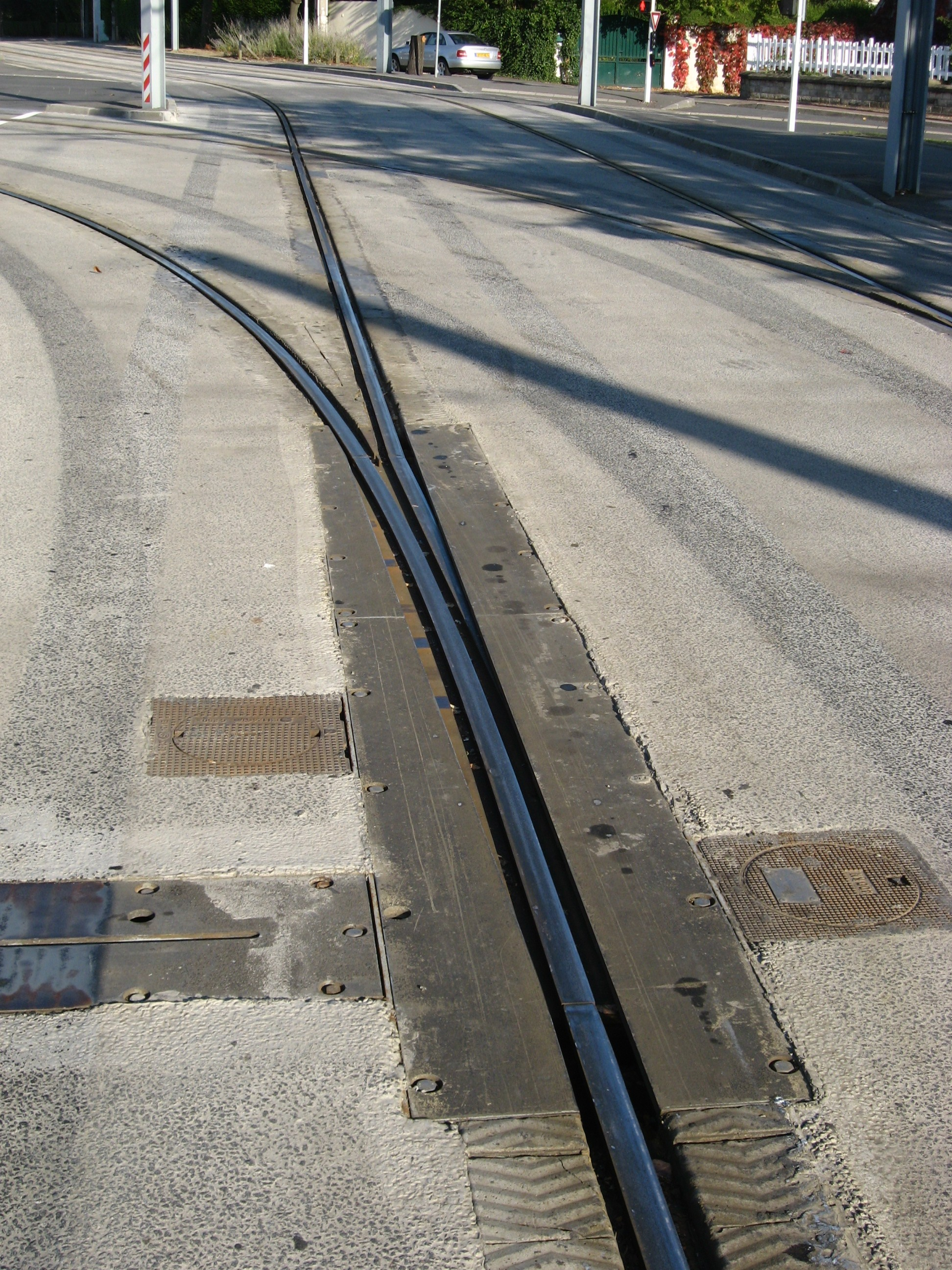
Wisselconstructie voor "tram" in Caen die op rubberbanden rijdt, maar wel een normale bovenleiding heeft.

In principe hebben alle geleide voertuigen wissels nodig om een afwijkende richting te kunnen afslaan. Zo heeft het baanvak voor een magneetzweeftrein ook grote wissels waar de hele baanstructuur meebeweegt. De zweefbaan van Wuppertal heeft voertuigen die rondjes rijden en een wissel waardoor voertuigen kunnen uitgewisseld worden voor het onderhoud. De "tram" van Caen reed op rubberbanden en had maar één geleidingsrail. Het spoorwiel voor de geleiding had flensen aan beide kanten van de rail. Zie foto.

### Wissels in trolleybovenleiding

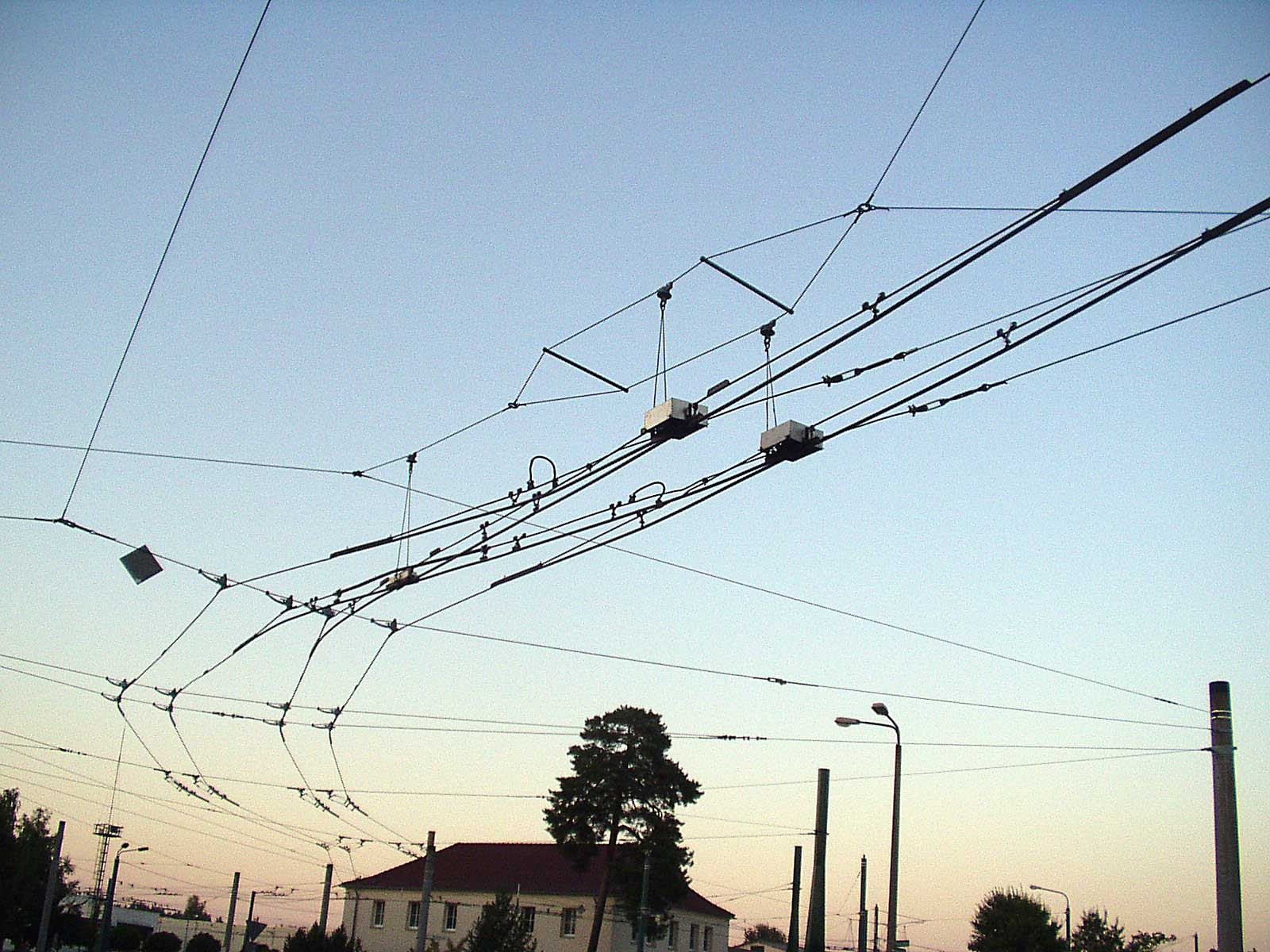
Wisselconstructie in trolleybusbovenleiding

Ook in de bovenleiding van de trolleybus of tramlijn bereden met trolleystang zitten wissels. Een trolleywissel staat standaard op rechtdoor. Om moderne elektronische wissels van stand te veranderen drukt de buschauffeur de wisselhevel in. Daarmee wordt een zendertje op de rechter trolleystang in werking gezet. Een ontvanger op de bovenleiding ontvangt het signaal en zet het wissel naar links of naar rechts. Meteen na passage klapt het wissel weer terug naar neutraal. Bij busstations waar veel wissels achter elkaar zitten, hangen boven de verschillende bovenleidingssporen letters. De chauffeur drukt op de knop met de gewenste letter en de wissels gaan in de juiste stand.
- Video van de werking van een wissel

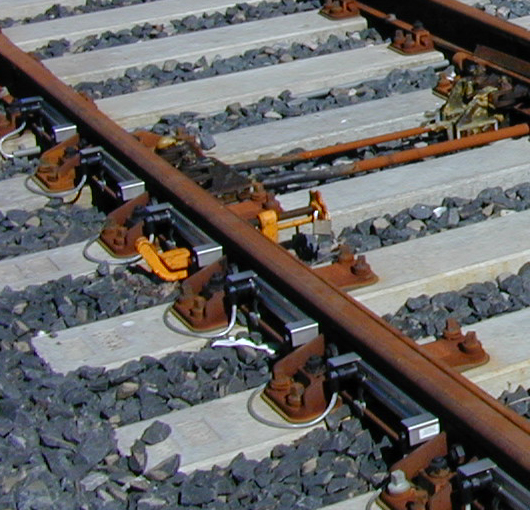
Wisselklem met slot
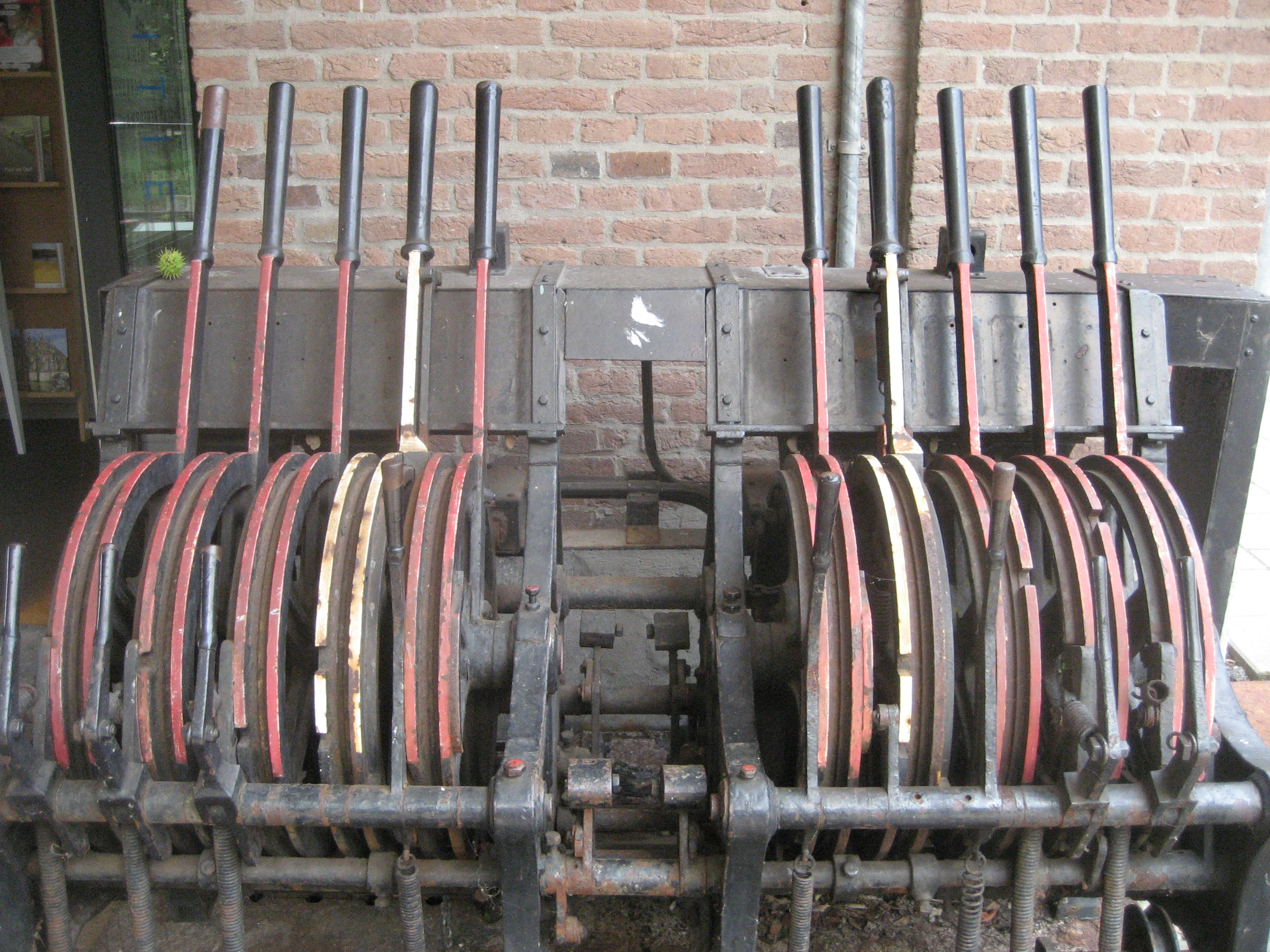
Handelinrichting, in gebruik geweest voor de bediening van seinen en wissels op het voormalige emplacement van Delden